# Editorial Universitaria

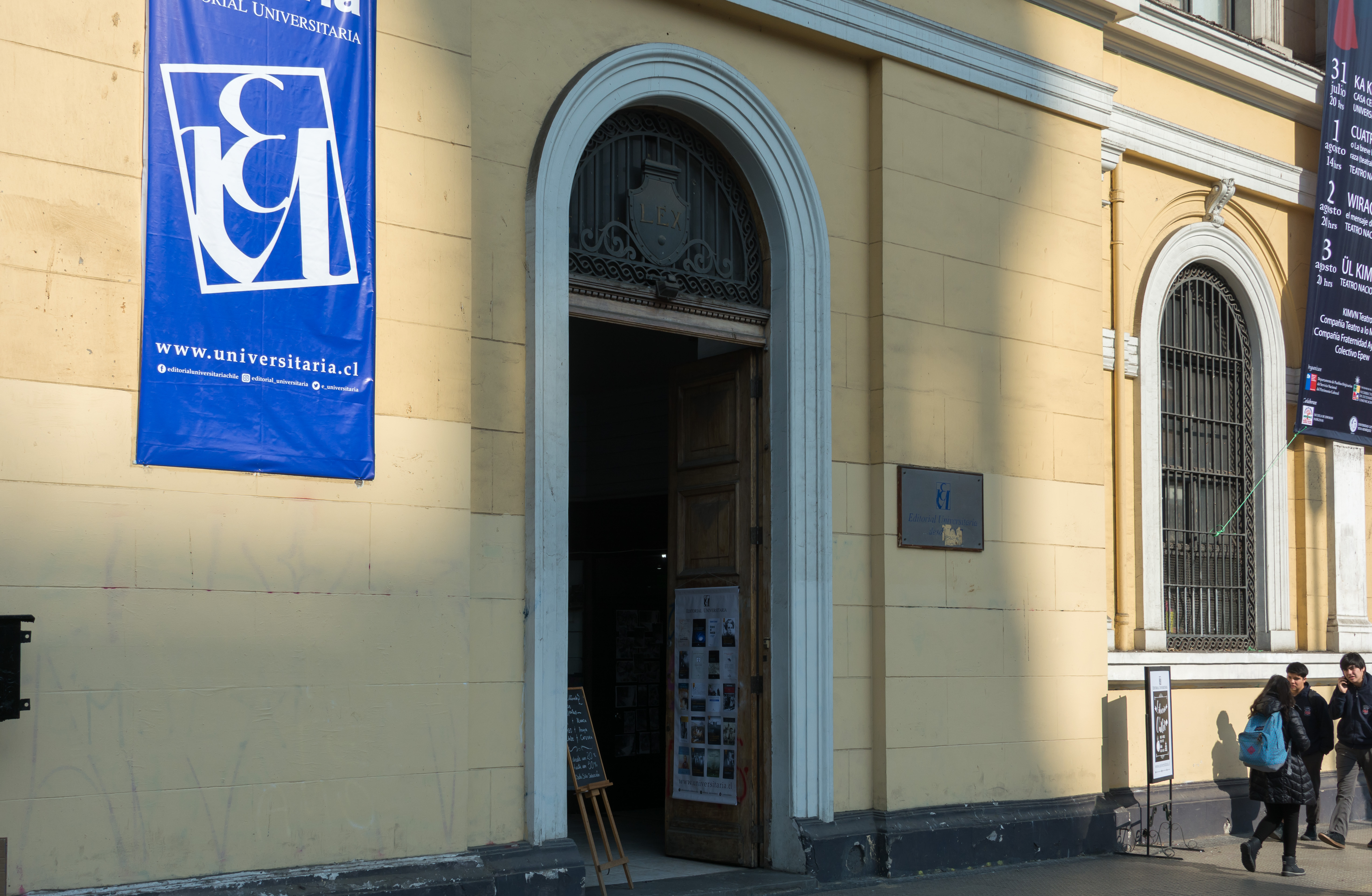
Librería Universitaria, Santiago, Région Métropolitaine de Santiago, Chili.

Editorial Universitaria est une presse universitaire chilienne basée à Santiago et créée en 1947 avec des fonds de particuliers et de l'université du Chili.    
Au cours de son existence, elle a publié les travaux de générations de scientifiques et d'intellectuels chiliens influents. 
La presse publie entre autres de la littérature jeunesse. 